# Syrov
Syrov (německy Syrow) je obec v okrese Pelhřimov v Kraji Vysočina. Žije zde 59 obyvatel. V údolí jihovýchodně od obce protéká Martinický potok, který je levostranným přítokem řeky Želivky.

## Historie
První písemná zmínka o obci pochází z roku 1352.

## Obyvatelstvo
| Rok            | 1869 | 1880 | 1890 | 1900 | 1910 | 1921 | 1930 | 1950 | 1961 | 1970 | 1980 | 1991 | 2001 | 2011 | 2021 |
| -------------- | ---- | ---- | ---- | ---- | ---- | ---- | ---- | ---- | ---- | ---- | ---- | ---- | ---- | ---- | ---- |
| Počet obyvatel | 239  | 223  | 208  | 236  | 247  | 246  | 216  | 171  | 149  | 101  | 75   | 66   | 55   | 57   | 49   |
| Počet domů     | 28   | 29   | 31   | 32   | 34   | 34   | 38   | 37   | 33   | 30   | 25   | 31   | 32   | 32   | 33   |

## Obecní správa a politika
Mezi lety 1850–1960 Syrov byl obcí v okrese Ledeč (1869–1910), poté v okrese Ledeč nad Sázavou (1921–1930) a později v okrese Humpolec. V letech 1960–1990 patřil jako část obce k Senožatům a od 24. listopadu 1990 je opět samostatnou obcí. V letech 1850–1929 k obci patřily Hořice.

### Politika
V letech 2006–2010 působila jako starostka Iveta Moučková, od roku 2010 tuto funkci zastává Václav Sitta.

### Obecní symboly
Znak a vlajka byly obci uděleny rozhodnutím předsedkyně Poslanecké sněmovny Parlamentu České republiky dne 19. května 2025.